# Sierra de Huebras
Sierra de Huebras är en ås i Spanien.   Den ligger i provinsen Provincia de Albacete och regionen Kastilien-La Mancha, i den sydöstra delen av landet, 280 km söder om huvudstaden Madrid.